# Adélio Guilherme Pacheco
Adélio Guilherme Pacheco (17 de julho de 1920) foi um futebolista português que atuou como avançado.<
Foi campeão nacional pelo Futebol Clube do Porto na temporada 1939-1940 e Campeão do Porto na década seguinte.